# 영화 그리고 팝콘
《영화 그리고 팝콘》은 KBS 2TV로 방영된 영화 전문 텔레비전 프로그램이며 2001년 5월 6일부터 2002년 10월 27일까지 방영되었다.

## 기획의도 및 프로그램 소개
- 영화 - 「영화 그리고 팝콘」의 '영화'는 영화를 사랑하는 사람들의 땀 냄새가 배어 있는 프로그램, 영화가 제작되는 현장의 숨소리까지 잡아내는 프로그램, 영화에 대한 보다 진지한 시선이 살아있는 프로그램, 한국영화를 사랑하고 한국영화의 발전적 대안을 찾는 프로그램을 만들겠다는 의지를 담고 있다.
- 그리고 팝콘 - 「영화 그리고 팝콘」의 '팝콘'은 갓 구워낸 팝콘처럼 톡톡 튀고 풍성한 소식을 전하는 프로그램, 영화에 담긴 인생관, 문화, 유행 등을 짚어 영화 보기의 색다른 즐거움을 선사하는 프로그램, 영화 속 인물들을 생생하고 진솔하게 다시 만나 볼 수 있는 살아있는 프로그램, 쉬우면서도 재미있게 영화를 즐길 수 있는 프로그램이다.

## 각 코너별 소개 및 설명
- 좋거나 혹은 나쁘거나 : 아무도 못말릴 외모와 캐릭터 이문식ㆍ조상기 커플! 두 남자는 매주 서로 다른 화제의 개봉작 한 편씩을 ‘이문식 식대로 영화보기’ ‘조상기식대로 영화보기’의 방식으로 소개한다. 평가는 네티즌의 것!!
- 조조할인 : 한 시간 빠른 <영화 그리고 팝콘>!! 조조할인을 받을 때처럼 즐겁다! 유쾌하다! 짜릿하다! 신작 영화의 모든 것! 영화와 메이킹을 망라한 초대형 코너!!
- 손태영의 T-TIME : '영화 그리고 팝콘'의 안주인 손태영이 진행하는 야심찬 코너! T-TIME의 T는 'Title'에서 따온 것으로, 제목의 비하인드 스토리를 풀어갈 코너다.
- 라스트 & 베스트 : 좋은 영화의 멋진 라스트 씬을 감상하는 코너. 한 영화 속에서 감독과 배우들이 말하고자 했던 이야기가 농축된 라스트 씬은 그 영화의 백미! 마지막 장면을 통해 영화 한 편의 감동을 되살려 본다.
- 팝콘의 선택 : 매 주 팝콘 네티즌의 의견으로 만들어지는, 2002년을 빛낼 감독, 남여배우, 조연배우를 만나는 시간.

## 방송 시간
| 방송 채널 | 방송 기간                           | 방송 시간                      | 방송 분량 |
| KBS 2TV   |                                     |                                |           |
| --------- | ----------------------------------- | ------------------------------ | --------- |
| KBS 2TV   | 2001년 5월 6일 ~ 2001년 11월 4일    | 매주 일요일 오전 11:10 ~ 12:00 | 50분      |
| KBS 2TV   | 2001년 11월 11일 ~ 2002년 10월 27일 | 매주 일요일 오전 11:00 ~ 11:50 | 50분      |

## 진행자
- 윤인구 아나운서 (남)
- 손태영 여배우  (여)

## 역대 진행자
- 문성근 배우 (남)
- 유선 여배우 (여)
- 김홍성 아나운서 (남)

## 같이 보기
- 출발! 비디오 여행 (MBC TV)
- 접속! 무비월드 (SBS TV)

## 타이틀 변천사
| 역대 | 타이틀           | 방송 기간                         | 비고  |
| ---- | ---------------- | --------------------------------- | ----- |
| 1대  | 시네마 데이트    | 1997년 5월 24일 ~ 2001년 4월 29일 | [ 1 ] |
| 2대  | 영화 그리고 팝콘 | 2001년 5월 6일 ~ 2002년 10월 27일 |       |